# Raghuram Rajan
Raghuram Rajan est un économiste indien né le 3 février 1963 à Bhopal qui a été gouverneur de la banque centrale indienne, la banque de réserve de l'Inde du 4 septembre 2013 au mois de juin 2016.

## Carrière
Raghuram Rajan est né le 3 février 1963 à Bhopal, Madhya Pradesh dans une famille brahmane tamoule. Il est le troisième des quatre enfants de R. Govindarajan, un agent de l'Indian Police Service (IPS) puis des services de renseignements indiens. Son père exerça différentes fonctions pour les services secrets indiens, notamment au sein du Research and Analysis Wing, en Indonésie, au Sri Lanka et en Belgique.
Après ses études, Raghuram Rajan rejoint la Chicago Booth School of Business en tant que professeur de finance, puis devient le plus jeune directeur de recherche du FMI en 2003. 
En 2005, lors de la conférence annuelle de la Réserve fédérale de Jackson Hole en 2005, Rajan a mis en garde sur les risques croissants dans le système financier et a proposé des politiques qui permettraient de réduire ces risques. Cette étude intitulée « Est-ce que le développement financier a rendu le monde plus risqué? » lui vaut les critiques de l'ancien secrétaire d'Etat au Trésor américain Lawrence Summers pour qui ces avertissements feraient montre d'un mauvais jugement (misguided) et seraient « réactionnaires »". La crise économique de 2008 a pourtant confirmé les vues de Raghuram Rajan, et le Wall Street Journal publie en janvier 2009 un article retrospectif sur le caractère prémonitoire de son papier et montrant que « peu sont ceux qui critiquent ses idées » désormais.

### Banque de réserve de l'Inde
Raghuram Rajan a surpris en augmentant le taux directeur indien lors de sa prise de fonction, mettant en garde contre les excès de liquidités créées par les politiques keynésiennes des banques centrales européennes et américaines.
En 2016, il publie un autre avertissement-ci à propos du danger que font courir les banques centrales en ayant recours à des politiques d'assouplissement quantitatif pour promouvoir la croissance économique. Dans une conférence publique à la London School of Economics, Rajan a suggéré que la politique de création monétaire, que la Réserve fédérale américaine, la Banque d'Angleterre et la Banque du Japon avaient adoptée ces dernières années, avait perdu son utilité. Rajan se pose notamment la question si cette politique monétaire ne fait pas partie de plus en plus du problème plutôt que de sa solution. En dépit de taux d'intérêt faibles à des niveaux records dans de nombreux pays industrialisés, Rajan a souligné, que le niveau de la demande d'ensemble reste déprimé, et dans certains endroits les taux d'épargne ont en fait augmenté, ce qui est contraire à la théorie selon laquelle les taux ultra-bas stimulent les dépenses. De plus, certains pays en développement ont subi des conséquences négatives, comme un afflux de capitaux spéculatifs recherchant des rendements plus élevés avec le danger montré par le passé que ces flux s'inversent souvent soudainement, ce qui peut provoquer un crash.
En juin 2016, il annonce son refus de faire un second mandat en tant que gouverneur de la banque centrale indienne.

## Ouvrages
- (en) Saving Capitalism from the Capitalists, 2004 avec Luigi Zingales.
- (en) Fault Lines: How Hidden Fractures Still Threaten the World Economy, 2010. Le livre a gagné le prix du meilleur livre d'économie de l'année du Financial Times et de Goldman Sachs pour 2010[6].